# MPEG

Diagram MPEG standardů

Název MPEG zkracuje anglická slova Moving Picture Experts Group (vyslovuje se [empeg]), v překladu Skupina expertů pro pohyblivý obraz, což je název pracovní skupiny vyvíjející standardy pro digitální kompresi audiovizuálních informací (např. film, obraz, hudba). MPEG je jedna z mnoha pracovních skupin pracujících v rámci společné technické komise vytvořené organizacemi ISO (Mezinárodní organizace pro normalizaci) a IEC (Mezinárodní elektrotechnická komise).

## Standardy
Skupina MPEG vytvořila následující sady standardů:
- MPEG-1: Kódování pohyblivého obrazu a přidruženého zvuku pro digitální datové nosiče s rychlostí přenosu 0,9 až 1,5 Mbitu/s. Standard pro kódování zvuku zahrnuje také oblíbený zvukový kompresní formát Layer 3 (MP3).
- MPEG-2: Všeobecné kódování pohyblivého obrazu a přidruženého zvuku. Zahrnuje přenosové, obrazové a zvukové kódovací standardy pro vzduchem šířené televizní vysílání ATSC a DVB, digitální satelitní TV přenos, digitální kabelový TV signál a (s určitými změnami) disky DVD Video. Přenosová rychlost se pohybuje od 1,5 Mbitu/s až do 15 Mbitů/s (pro TV signál se používá rychlost 6 Mbitů/s).
- MPEG-3: Původně určený pro kódování standardu HDTV, později byl jeho vývoj pozastaven a standard MPEG-3 byl sloučen se standardem MPEG-2.
- MPEG-4: Kódování audiovizuálního obsahu s velmi nízkým bitratem. Rozšiřuje formát MPEG-1 o podporu audio/video „objektů“, 3D obsahu, kódování s nízkou rychlostí přenosu a Digitální správu práv (angl. Digital Rights Management (DRM)).
- MPEG-7: standard pro popis dat s multimediálním obsahem, čímž se zcela odlišuje od předchozích (neříká totiž, jak data kódovat). Tento formát by měl sloužit k rychlému a efektivnímu vyhledávání multimediálních dat dle klíče. (ISO/IEC 15938)
- MPEG-21 (ISO/IEC 21000)
- MPEG-A (ISO/IEC 23000)
- MPEG-B (ISO/IEC 23001)
- MPEG-C (ISO/IEC 23002)
- MPEG-D (ISO/IEC 23003)
- MPEG-E (ISO/IEC 23004)
- MPEG-H: Vysoce efektivní kódování a doručování médií v heterogenních prostředích. Obsahuje například HEVC, 3D Audio a MMT. Jedná se o následníka MPEG-4.

## Princip kompresních formátů MPEG
Kompresní formáty MPEG využívají převážně tzv. ztrátovou kompresi pomocí transformačních kodeků. U ztrátových transformačních kodeků se vzorky obrazu nebo zvuku rozdělí na drobné segmenty, transformují se na frekvenční prostor a poté kvantizují (quantized). Výsledná kvantizovaná data se dále kódují entropicky.
V rámci standardu MPEG je popsán jen formát bitového proudu a dekodér (angl. decoder). Kodér (angl. encoder) není v rámci standardu popsán. Pro členy skupiny MPEG jsou však k dispozici referenční implementace, které vytvářejí platné bitové proudy. To v praxi znamená, že libovolný dekodér formátu MPEG-4 dokáže dekódovat libovolný materiál formátu MPEG-4 (stejného typu) bez ohledu na to, jakým kodérem byl konkrétní materiál kódovaný.

## Streamy

### MPEG Program Stream (MPEG-PS)
MPEG Program Stream se používá v prostředí, kde je zaručena bezchybnost přenosu dat (např. DVD-Video). Při jeho tvorbě byla hlavním požadavkem jednoduchost pro snadnou implementaci v komerčních zařízeních. Díky tomu je využíván jako hlavní formát pro DVD video. Nevýhodou je, že se příliš nehodí pro editaci videa kvůli své jednodušší struktuře. Soubory užívají několika přípon, nejčastěji .mpg. Vnitřně jde o popis prokládání video a audio toku do jednoho proudu dat. Je to ISO/IEC standard. Na rozdíl od AVI neobsahuje indexovou tabulku, ale je vnitřně synchronizován časově. MPEG Program Stream je specifikován ve standardech MPEG-1 Part 1 a MPEG-2 Part 1.

### MPEG Transport Stream (MPEG-TS)
Specifikace MPEG Transport Stream je obsažena ve standardu MPEG-2 Part 1. Používá se v prostředí, kde není zaručena bezchybnost přenosu dat (DVB, streamování po internetu). Balí jednotlivé MPEG Packetized elementary stream (PES) do vlastních paketů. Protože je vnitřně časově synchronizován, je vhodný i pro digitální vysílání, u něhož je třeba umožnit přehrávání videa, i když není stažen celý soubor. Jinak o něm platí vše jako u MPEG-PS. Transportní stream se s menšími modifikacemi známými jako BDAV MPEG-2 Transport Stream používá také na Blu-ray (soubory s příponou .M2TS), v digitálních kamerách využívajících formát AVCHD (soubory s příponou .MTS) nebo v různých multimediálních přehrávačích či televizorech (soubory s příponou .TS).